# طويل الحراشف
طويل الحراشف (الاسم العلمي: Macropholidus)، جنس عظاءات من فصيلة عاريات العيون. هذا الجنس متوطن في الإكوادور وبيرو.

## الأنواع
يشتمل جنس طويل الحراشف على أربعة أنواع أُعترف بها على أنها صالحة
- Macropholidus annectens Parker, 1930 - Parker's pholiodobolus
- Macropholidus ataktolepis Cadle & Chuna, 1995
- Macropholidus huancabambae (Reeder, 1996)
- Macropholidus montanuccii Torres-Carvajal, Venegas & Nunes, 2020 - Montanucci's cuilanes
- Macropholidus ruthveni Noble, 1921 - Ruthven's pholiodobolus.

"ملاحظة": يشير الاسم الثنائي الموجود بين قوسين إلى أن النوع وصف في الأصل في جنس آخر غير "طويل الحراشف".

## لاستزادة
- Noble GK (1921). "Some New Lizards from Northwestern Peru". Ann. New York Acad. Sci. 29: 133–139. (Macropholidus, new genus).